# Kamendaka pulchra
Kamendaka pulchra är en insektsart som först beskrevs av Frederick Arthur Godfrey Muir 1917.  Kamendaka pulchra ingår i släktet Kamendaka och familjen Derbidae. Inga underarter finns listade i Catalogue of Life.